# Cedicus pumilus
Cedicus pumilus is een spinnensoort uit de familie van de Desidae.
De wetenschappelijke naam van de soort werd in 1895 gepubliceerd door Tord Tamerlan Teodor Thorell.